# Serie A 1968/69
De Serie A 1968/69 was het 66ste voetbalkampioenschap (scudetto) in Italië en het 38ste seizoen van de Serie A. Fiorentina werd kampioen, voor de tweede keer in de clubgeschiedenis.

## Eindstand
|     | Team              | Ptn | Wed | W  | G  | V  | DV | DT | Opmerking |
| --- | ----------------- | --- | --- | -- | -- | -- | -- | -- | --------- |
| 1.  | AC Fiorentina     | 45  | 30  | 16 | 13 | 1  | 38 | 18 | ECI       |
| 2.  | Cagliari Calcio   | 41  | 30  | 14 | 13 | 3  | 41 | 18 | Jaarbeurs |
| 2.  | AC Milan          | 41  | 30  | 14 | 13 | 3  | 31 | 12 |           |
| 4.  | Internazionale    | 36  | 30  | 14 | 8  | 8  | 55 | 26 | Jaarbeurs |
| 5.  | Juventus          | 35  | 30  | 12 | 11 | 7  | 32 | 24 | Jaarbeurs |
| 6.  | AC Torino         | 33  | 30  | 11 | 11 | 8  | 33 | 24 |           |
| 7.  | SSC Napoli        | 32  | 30  | 10 | 12 | 8  | 26 | 25 | Jaarbeurs |
| 8.  | AS Roma           | 30  | 30  | 10 | 10 | 10 | 35 | 35 | ECII      |
| 9.  | Bologna           | 29  | 30  | 10 | 9  | 11 | 27 | 36 |           |
| 10. | Hellas Verona     | 26  | 30  | 9  | 8  | 13 | 40 | 49 |           |
| 11. | Palermo FC        | 25  | 30  | 7  | 11 | 12 | 21 | 32 |           |
| 12. | Sampdoria Genua   | 23  | 30  | 5  | 13 | 12 | 21 | 27 |           |
| 12. | Lanerossi Vicenza | 23  | 30  | 8  | 7  | 15 | 26 | 39 |           |
| 14. | Varese FC         | 22  | 30  | 5  | 12 | 13 | 20 | 43 | Serie B   |
| 15. | Pisa SC           | 20  | 30  | 6  | 8  | 16 | 26 | 44 | Serie B   |
| 16. | Atalanta Bergamo  | 19  | 30  | 4  | 11 | 15 | 25 | 45 | Serie B   |

## Kampioen
|                         |
|                         |
| AC FIORENTINA 2de titel |

## Statistieken

### Scheidsrechters
| Naam              | Geboren    | Debuut     | Duels | Pen. |
| ----------------- | ---------- | ---------- | ----- | ---- |
| Aurelio Angonese  | 16.04.1929 | 02.10.1960 | 11    | 1    |
| Giuliano Acernese | 00.00.19?? | 09.05.1965 | 8     | 0    |
| Enzo Barbaresco   | 24.04.1937 | 03.12.1967 | 4     | 0    |

### ACF Fiorentina
Bijgaand een overzicht van de spelers van ACF Fiorentina, die in het seizoen 1968/69 onder leiding van de Argentijnse trainer-coach Bruno Pesaola voor de tweede keer in de clubgeschiedenis kampioen van Italië werden.
| Naam               | Min.  | Duels | B  | Werd in het veld gebracht | Werd van het veld gehaald | Goal | Kreeg geel | Kreeg voor de tweede keer geel en dus rood | Weggestuurd |
| ------------------ | ----- | ----- | -- | ------------------------- | ------------------------- | ---- | ---------- | ------------------------------------------ | ----------- |
| Giancarlo De Sisti | 2700' | 30    | 30 | 0                         | 0                         | 2    | 0          | 0                                          | 0           |
| Ugo Ferrante       | 2700' | 30    | 30 | 0                         | 0                         | 1    | 0          | 0                                          | 0           |
| Mario Maraschi     | 2626' | 30    | 30 | 0                         | 2                         | 14   | 2          | 0                                          | 0           |
| Franco Superchi    | 2662' | 30    | 30 | 0                         | 1                         | 0    | 0          | 0                                          | 0           |
| Eraldo Mancin      | 2515' | 29    | 29 | 0                         | 3                         | 0    | 2          | 0                                          | 0           |
| Bernardo Rogora    | 2476' | 28    | 28 | 0                         | 1                         | 0    | 2          | 0                                          | 0           |
| Francesco Rizzo    | 2252' | 27    | 24 | 3                         | 0                         | 6    | 0          | 0                                          | 0           |
| Claudio Merlo      | 2203' | 26    | 25 | 1                         | 1                         | 1    | 4          | 0                                          | 1           |
| Amarildo           | 2240' | 25    | 25 | 0                         | 1                         | 6    | 5          | 0                                          | 0           |
| Giuseppe Brizi     | 2217' | 25    | 25 | 0                         | 2                         | 0    | 1          | 0                                          | 0           |
| Salvatore Esposito | 1874' | 22    | 20 | 2                         | 1                         | 0    | 0          | 0                                          | 0           |
| Luciano Chiarugi   | 1503' | 18    | 17 | 1                         | 1                         | 7    | 1          | 0                                          | 0           |
| Giovan Pirovano    | 556'  | 7     | 6  | 1                         | 0                         | 0    | 0          | 0                                          | 0           |
| Paolino Stanzial   | 602'  | 7     | 7  | 0                         | 1                         | 0    | 0          | 0                                          | 0           |
| Pierluigi Cencetti | 311'  | 6     | 2  | 4                         | 0                         | 0    | 0          | 0                                          | 0           |
| Giancarlo Danova   | 114'  | 2     | 1  | 1                         | 0                         | 0    | 0          | 0                                          | 0           |
| Claudio Bandoni    | 38'   | 1     | 0  | 1                         | 0                         | 0    | 0          | 0                                          | 0           |
| Giorgio Mariani    | 90'   | 1     | 1  | 0                         | 0                         | 0    | 0          | 0                                          | 0           |
|                    |       |       |    |                           |                           |      |            |                                            |             |
| Mario Valeri       | 0     | 0     | 0  | 0                         | 0                         | 0    | 0          | 0                                          | 0           |

Scudetto:
1898 ·
1899 ·
1900 ·
1901 ·
1902 ·
1903 ·
1904 ·
1905 ·
1906 ·
1907 ·
1908 ·
1909 ·
1909/10 ·
1910/11 ·
1911/12 ·
1912/13 ·
1913/14 ·
1914/15 ·
1915/16 · 1916/17 · 1917/18 · 1918/19 · 
1919/20 ·
1920/21 ·
1921/22 ·
1922/23 ·
1923/24 ·
1924/25 ·
1925/26 ·
1926/27 ·
1927/28 ·
1928/29

Serie A:
1929/30 ·
1930/31 ·
1931/32 ·
1932/33 ·
1933/34 ·
1934/35 ·
1935/36 ·
1936/37 ·
1937/38 ·
1938/39 ·
1939/40 ·
1940/41 ·
1941/42 ·
1942/43 ·
1944/45 ·
1945/46 ·
1946/47 ·
1947/48 ·
1948/49 ·
1949/50 ·
1950/51 ·
1951/52 ·
1952/53 ·
1953/54 ·
1954/55 ·
1955/56 ·
1956/57 ·
1957/58 ·
1958/59 ·
1959/60 ·
1960/61 ·
1961/62 ·
1962/63 ·
1963/64 ·
1964/65 ·
1965/66 ·
1966/67 ·
1967/68 ·
1968/69 ·
1969/70 ·
1970/71 ·
1971/72 ·
1972/73 ·
1973/74 ·
1974/75 ·
1975/76 ·
1976/77 ·
1977/78 ·
1978/79 ·
1979/80 ·
1980/81 ·
1981/82 ·
1982/83 ·
1983/84 ·
1984/85 ·
1985/86 ·
1986/87 ·
1987/88 ·
1988/89 ·
1989/90 ·
1990/91 ·
1991/92 ·
1992/93 ·
1993/94 ·
1994/95 ·
1995/96 ·
1996/97 ·
1997/98 ·
1998/99 ·
1999/00 ·
2000/01 ·
2001/02 ·
2002/03 ·
2003/04 ·
2004/05 ·
2005/06 ·
2006/07 ·
2007/08 ·
2008/09 ·
2009/10 ·
2010/11 ·
2011/12 ·
2012/13 ·
2013/14 ·
2014/15 ·
2015/16 ·
2016/17 .
2017/18 ·
2018/19 ·
2019/20 ·
2020/21 ·
2021/22 ·
2022/23 ·
2023/24 .
2024/25